# Dancing in the Neon Light
Dancing in the Neon Light è un singolo digitale di Lena Philipsson, pubblicato nel 2011. Esso è la versione in inglese di Dansa i neon, brano dell'artista svedese del 1987 (col quale arrivò quinta all'edizione del Melodifestivalen di quell'anno), questa volta eseguito assieme ai Dead by April.

## Tracce
1. Dancing in the Neon Light – 3:06
2. Dancing in the Neon Light (strumentale) – 3:06

## Classifiche
- Svezia: 50[3]